# كوماند اند كونكر:غضب كين
كوماند اند كونكر:غضب كين (بالإنجليزية: Command & Conquer 3: Kane's Wrath)‏ هي حزمة اضافية للعبة كوماند اند كونكر ريد أليرت.صدرت في عام 24 مارس 2008 من قبل إلكترونيك آرتس

## وصلات خارجية
- كوماند اند كونكر:غضب كين على موقع IMDb (الإنجليزية)